# Карпусі
Карпу́сі — село в Україні, у Полтавській міській громаді Полтавського району Полтавської області. Населення становить 73 осіб. До 2020 орган місцевого самоврядування — Пальчиківська сільська рада.

## Населення

### Мова
Розподіл населення за рідною мовою за даними перепису 2001 року:
| Мова       | Кількість | Відсоток |
| ---------- | --------- | -------- |
| українська | 70        | 95.89%   |
| російська  | 3         | 1.16%    |
| Усього     | 73        | 100%     |

## Географія
Село Карпусі знаходиться на правому березі річки Полузір'я в місці впадання в неї річки Дідова Балка, вище за течією на відстані 0,5 км розташоване село Абазівка, нижче за течією на відстані 2,5 км розташоване село Косточки, на протилежному березі — село Рожаївка. Річка в цьому місці звивиста, утворює лимани, стариці та заболочені озера. Поруч проходять автомобільна дорога М03 та залізниця, станція Платформа 303 км за 1,5 км.

## Історія
12 червня 2020 року, відповідно до розпорядження Кабінету Міністрів України № 721-р «Про визначення адміністративних центрів та затвердження територій територіальних громад Полтавської області», село увійшло до складу Полтавської міської громади.
19 липня 2020 року, в результаті адміністративно - територіальної реформи та ліквідації Полтавського району (1925—2020), село увійшло до складу новоутвореного Полтавського району.